# تایرون مینگز
تایرون مینگز (انگلیسی: Tyrone Mings؛ زادهٔ ۱۳ مارس ۱۹۹۳) بازیکن فوتبال اهل بریتانیا و کاپیتان (فوتبال) باشگاه فوتبال استون ویلا انگلیس است.
مینگز در سال ۲۰۱۲ به باشگاه باشگاه فوتبال چیپنهام تاون لیگ برتر جنوبی پیوست. مینگز در دسامبر ۲۰۱۲ با باشگاه فوتبال ایپسویچ تاون قرارداد امضا کرد. او دو فصل دیگر را با ایپسویچ گذراند، قبل از پیوستن به باشگاه فوتبال ای. اف. سی بورنموث در سال ۲۰۱۵، اولین بازی خود را در لیگ برتر در آگوست ۲۰۱۵ انجام داد. او در ژانویه ۲۰۱۹ به صورت قرضی برای باقی مانده فصل ۲۰۱۸-۲۰۱۹ به استون ویلا پیوست و به تیم برای صعود به لیگ برتر از طریق پلی آف چمپیونشیپ کمک کرد. مینگز در ژوئیه ۲۰۱۹ به طور دائم برای استون ویلا قرارداد امضا کرد.
مینگز اولین دعوت خود را برای حضور در تیم 
ملی فوتبال انگلیس در آگوست ۲۰۱۹ دریافت کرد. او اولین بازی خود را برای بزرگسالان در اکتبر ۲۰۱۹ انجام داد. در ژوئن ۲۰۲۱، مینگز برای تیم ملی انگلیس برای یورو ۲۰۲۰ انتخاب شد و به میدان رفت.